# Jenő Kamuti
Jenő Kamuti, né le 17 septembre 1937, est un escrimeur hongrois aujourd'hui à la retraite. Membre de l'équipe de Hongrie de fleuret, il fut à plusieurs reprises médaillé d'argent lors des Jeux olympiques. Il est le frère de l'escrimeur László Kamuti.

## Palmarès

### Jeux olympiques
- Médaille d'argent lors des Jeux olympiques d'été de 1968 à Mexico ( Mexique)
- Médaille d'argent lors des Jeux olympiques d'été de 1972 à Munich ( Allemagne de l'Ouest)

### Championnats du monde
- Champion du monde du fleuret par équipe lors des Championnats du monde 1957 à Paris ( France)
- Troisième mondial du fleuret par équipe lors des Championnats du monde 1959 à Budapest ( Hongrie)
- Vice-champion du monde du fleuret par équipe lors des Championnats du monde 1961 à Turin ( Italie)
- Vice-champion du monde du fleuret individuel lors des Championnats du monde 1961 à Turin ( Italie)
- Vice-champion du monde du fleuret par équipe lors des Championnats du monde 1962 à Buenos Aires ( Argentine)
- Vice-champion du monde du fleuret par équipe lors des Championnats du monde 1966 à Moscou ( Union soviétique)
- Vice-champion du monde du fleuret individuel lors des Championnats du monde 1967 à Montréal ( Canada)
- Vice-champion du monde du fleuret par équipe lors des Championnats du monde 1970 à Ankara ( Turquie)
- Troisième mondial du fleuret individuel lors des Championnats du monde 1973 à Göteborg ( Suède)